# Assou (Dadou)
Der Assou ist ein Fluss im Südwesten Frankreichs, der im Département Tarn in der Region Okzitanien verläuft. Er entspringt an der Gemeindegrenze von Alban und Le Fraysse, entwässert generell Richtung West bis Südwest und mündet nach 37 Kilometern im Gemeindegebiet von Laboutarie als rechter Nebenfluss in den Dadou.

## Orte am Fluss
(Reihenfolge in Fließrichtung)
- Mouzieys-Teulet
- Grèzes, Gemeinde Dénat
- Lombers
- Laboutarie